# سكوت كاوثون
سكوت برادن كاوثون (بالإنجليزية: Scott Braden Cawthon) (مواليد 4 يونيو 1978)، هو مطور ألعاب فيديو وكاتب أمريكي، اشتهر بإنشاء فايف نايتس آت فريديز، وهي سلسلة من ألعاب رعب البقاء التي توسعت لتصبح امتيازًا إعلاميًا.

بدأ كاوثون حياته المهنية في تطوير الألعاب المسيحية والعائلية لتحقيق الحد الأدنى من النجاح. حول تركيزه إلى رعب البقاء مع أول لعبة فايف نايتس آت فريديز في عام 2014، والتي حققت نجاحًا تجاريًا واكتسبت شهرة كبيرة. طور كاوثون سبع ألعاب في السلسلة الرئيسية وأربع ألعاب عرضية اعتبارًا من عام 2023. بعيدا عن مجال الألعاب، كتب كاوثون عدة قصص ضمن السلسلة، بما في ذلك رواية العيون الفضية عام 2015 وسيناريو فيلم 2023.

اشتهر كاوثون بصناعة سلسلة ألعاب الرعب "خمس ليال في فريدي"

## روابط خارجية
- سكوت كاوثون على موقع IMDb (الإنجليزية)
- سكوت كاوثون على موقع ميوزك برينز (الإنجليزية)
- سكوت كاوثون على موقع قاعدة بيانات الفيلم (الإنجليزية)